# Azijska žitna stenica
Azijska žitna stenica (znanstveno ime Eurygaster integriceps) je vrsta stenic iz družine želvastih stenic, znana kot pomemben škodljivec v pridelavi žit v Jugovzhodni Evropi in v Jugozahodni Aziji.

## Opis
V dolžino zraste 10 do 12 mm in ima ovalno telo različnih odtenkov sive, rjave, rdečkaste ali črne, prevladujejo pa odtenki sive. Od sorodnih vrst jo je možno zanesljivo ločiti šele s preparatom genitalij. Na bazi ščitka je pogosto belo znamenje v obliki črke M, ki pa je lahko reducirano v par pik. Bolj značilna so jajčeca, ki so kroglaste oblike in živozelene barve.
Samica izleže jajčeca v gručah po nekaj deset, prilepljenih na liste gostiteljskih rastlin. Po približno 10 dneh se izležejo nimfe, ki se v začetku zadržujejo v gruči okrog jajčne mase. Nato se prehranjujejo in preidejo pet stadijev do preobrazbe v odraslo žival, vsak traja od nekaj dni do enega tedna, odvisno od razmer v okolju. V najugodnejših razmerah zaključijo razvoj v dobrem mesecu dni. Na leto se razvije samo en rod, ki je aktiven od zgodnje pomladi do začetka najbolj vročega dela poletja, ko preide v neaktivno stanje – estivacijo, iz nje pa v hibernacijo čez zimo.

## Ekologija
V naravi se azijska žitna stenica prehranjuje z različimi vrstami trav, zlasti iz rodov Agrostis, Bromous, Dactylis, Festuca, Lolium in Poa. V prvem delu leta se osebki intenzivno hranijo in razvijajo na nižinskih travnikih, poletni vročini pa se izognejo s selitvijo v višje predele, lahko tudi 10 do 50 km stran, kjer mirujejo do naslednje pomladi, ko migrirajo nazaj.
Predstavlja pomembnega škodljivca na kulturnih rastlinah iz družine trav, predvsem pšenici in ječmenu v bližnjevzhodnih državah, kjer je žito poglaviten vir hrane. Na pšenici lahko ob hujših izbruhih povzroči do 90-% izpad pridelka in v letih, ko je populacija posebej močna, morajo nekatere države zaradi azijske žitne stenice porabljati zaloge ali uvažati žito. S sesanjem poškoduje semenske zasnove, kar ovira razvoj zrnja in zmanjša pridelek. Poleg tega z izločanjem proteolitičnih encimov v mesto vboda razgrajuje gluten, zaradi česar so pekovski izdelki iz takega žita slabši. Zaradi pomena v prizadetih območjih intenzivno raziskujejo možnosti za nadzor škodljivca. Glavna metoda je kemični nadzor z insekticidi, posebej organofosfati, ki pa škodujejo tudi naravnim sovražnikom azijske žitne stenice. V manjši meri je pozornost usmerjena v alternativne ukrepe, kot so sajenje odpornejših sort in spremembe kmetijske prakse, na primer poznejše sejanje ali zgodnejša žetev, kar ovira življenjski krog škodljivca. Dosedanji poskusi biološkega nadzora niso bili uspešni.
Vrsta je razširjena po vsej Jugovzhodni Evropi in Jugozahodni Aziji, vključno s severom Egipta in v pasu vzhodno prek Srednje Azije do Kitajske.